# Tugur-csumikani járás
A Tugur-csumikani járás (oroszul Тугуро-Чумиканский район) Oroszország egyik járása a Habarovszki határterületen. Székhelye Csumikan.

## Népesség
- 1989-ben 3 610 lakosa volt.
- 2002-ben 2 860 lakosa volt, akiknek több mint fele, valamilyen távol-keleti kisebbséghez tartozik, főleg evenk és even nemzetiségűek.
- 2010-ben 2 255 lakosa volt.